# Sean McCormack
Pour les articles homonymes, voir McCormack.
Sean McCormack est un homme politique américain né en 1964.
Il est l'actuel porte-parole du département d'État des États-Unis. Il a été le porte-parole du Conseil national de sécurité.